# أليكس مونرو
أليكس مونرو (بالإنجليزية: Alex Munro)‏ (3 أكتوبر 1944 بغلاسكو في المملكة المتحدة - 24 مايو 2009 في المملكة المتحدة) هو لاعب كرة قدم بريطاني في مركز الهجوم. لعب مع نادي بريستول روفيرز ونادي ديربن سيتي ونادي لندن الشرقية يونايتد ‏.
قضى أليكس حياته المهنية في إنجلترا وجنوب إفريقيا.أما مونرو جونيور ابن أليكس عندما كان طفلاً انضم إلى بريستول روفرز حيث كان يبلغ من العمر سبعة عشر عامًا.
لعب مونرو في البداية لاعب وسط أيسر لكنه سرعان ما انتقل إلى اليسار إلى الخارج حيث كان لاعبًا منتظمًا بين عامي 1966م و 1968م .